# Cissarobryon elegans
Cissarobryon elegans là một loài thực vật có hoa trong họ Vivianiaceae. Loài này được Poepp. miêu tả khoa học đầu tiên năm 1833.